# Vláda Stanislava Rázla
Vláda Stanislava Rázla byla první vláda v rámci nově vzniklé České národní rady. ČNR vznikla v roce 1968 a ústavně začala platit 1. ledna 1969. Vláda České socialistické republiky Stanislava Rázla vládla od 8. ledna 1969 do 29. září 1969. Po této vládě následovala vláda Josefa  Kempného a Josefa Korčáka.

## Přehled členů vlády
- Stanislav Rázl – předseda vlády ČSR
- Antonín Červinka – místopředseda vlády
- Ladislav Adamec – místopředseda vlády
- Drahomír Dvořák – ministr plánování
- Leopold Lér – ministr financí
- František Toman – ministr práce a sociálních věcí
- Karel Löbl – ministr výstavby a techniky
- Vilibald Bezdíček – ministr školství (8. 1. 1969 – 27. 8. 1969)
- Jaromír Hrbek – ministr školství (27. 8. 1969 – 29. 9. 1969)
- Miroslav Galuška – ministr kultury (8. 1. 1969 – 10. 7. 1969)
- Miloslav Brůžek – ministr kultury (10. 7. 1969 – 29. 9. 1969)
- Emanuel Bosák – ministr pro mládež a tělovýchovu
- Vladislav Vlček – ministr zdravotnictví
- Václav Hrabal – ministr spravedlnosti
- Josef Grösser – ministr vnitra
- František Čihák – ministr průmyslu
- František Toman – ministr stavebnictví
- Josef Černý – ministr zemědělství a výživy
- Ladislav Hruzík – ministr lesního a vodního hospodářství
- Josef Starý – ministr dopravy
- Růžena Urbánková – ministryně pošt a telekomunikací
- Miloslav Kohoutek – ministr obchodu
- František Jaška – ministr bez portfeje